# Žakýlské pleso
Žakýlské pleso (slovensky Žakýlske pleso) je malé jezero ve Štiavnických vrších v katastru obce Podhorie, pod bývalým Žakýlským hradem. Má rozlohu 0,24 hektaru. Je jediné v tomto pohoří, které má přirozený původ. Vzniklo po ukončení vulkanické činnosti ve třetihorách. Stáří plesa je poznatelné z velkých vrstev usazenin.

## Historie
Vodu z plesa využívali obyvatelé hradu a z toho důvodu byla zvýšena přirozená hráz. V pozdější době byla hráz prokopána, za účelem budování náhonu pro blízký mlýn.

## Přírodní památka
Žakýlske pleso je od roku 1986 chráněno jako přírodní památka s rozlohou 6,38 hektaru. Lokalita je součástí chráněné krajinné oblasti Štiavnické vrchy. Předmětem ochrany je ojedinělé přírodní jezero na neovulkanickém podloží.